# Xylocopa punctigena
Xylocopa punctigena är en biart som beskrevs av Maa 1938. Xylocopa punctigena ingår i släktet snickarbin, och familjen långtungebin. Inga underarter finns listade i Catalogue of Life.